# Culpa in eligendo

Culpa in eligendo est une locution latine signifiant littéralement « faute en choisissant ou par l'action de choisir ». Elle s'emploie dans un contexte de droit, et plus précisément en responsabilité civile.
Reconnaître la « culpa in eligendo » suppose d'admettre qu'une entreprise (personne morale) ou un employeur (personne physique) est responsable des actes et faits juridiques réalisés par son employé dans l'exercice de ses fonctions. Cette « faute par le choix » fait allusion au fait que l'employeur qui embauche un employé, par le fait de cette embauche, endosse la responsabilité civile des actes de son employé, en l'ayant choisi lui plutôt qu'un autre, peut-être plus capable.

## Cas particuliers

### En droit espagnol
En droit espagnol, la culpa in eligendo est définie à l'article 1903 du Code civil. Selon certains[Qui ?] auteurs de doctrine juridique espagnole (es), la culpa in eligendo ne serait qu'une construction jurisprudentielle pour engager la responsabilité de l'employeur sur les deniers de l'entreprise, généralement plus solvable que l'employé.

### En droit québécois
En droit québécois, la notion de faute du préposé qui entraîne la responsabilité du commettant est couverte par l'article 1463 du Code civil du Québec : «  Le commettant est tenu de réparer le préjudice causé par la faute de ses préposés dans l’exécution de leurs fonctions; il conserve, néanmoins, ses recours contre eux. »